# 坎農街鐵路橋
坎農街鐵路橋（英語：Cannon Street Railway Bridge）是一座位於英國倫敦中心區的橋樑，橫跨泰晤士河，位於南華克橋和倫敦橋之間。其上承載著通往北岸坎農街站的鐵路。該橋在1866年通車，隨後拓寬，橋原名“亞歷山德拉橋”（Alexandra Bridge），其名是為了紀念丹麥的亞歷山德拉。1989年在這座橋附近水域發生了侯爵夫人號沉沒事件。

## 外部連結
- Where Thames Smooth Waters Glide（页面存档备份，存于）
- Structurae数据库中Cannon Street Railway Bridge的数据

51°30′30″N 0°05′31″W / 51.50833°N 0.09194°W